# Crossosomatales
Le Crossosomatali (Crossosomatales Takht. ex Reveal, 1993) sono un ordine di angiosperme composto di alberi e arbusti presenti in tutti i continenti. Si tratta di un taxon di ridotte dimensioni composto da una settantina di specie, suddivise tra 13 generi e 7 famiglie.
L'ordine prende il nome dalla famiglia Crossosomataceae, qui inclusa.

## Distribuzione
Le Crossosomatali sono rappresentate nei climi temperati e caldi di tutti e cinque i continenti, ma la distribuzione è molto frammentata. Le singole famiglie, con l'eccezione di Staphyleaceae, sono limitate ciascuna a un solo continente.
Un solo genere di Crossosomatali (Staphylea) è presente anche nella flora italiana, in particolare per la specie Staphylea pinnata.

## Tassonomia

### Classificazione APG
Secondo la classificazione APG IV l'ordine, differenziatosi intorno a 100 milioni di anni fa, comprende le seguenti famiglie:
- Aphloiaceae Takht., con una sola specie dell'Africa australe;
- Geissolomataceae A.DC., con una sola specie del Sudafrica;
- Strasburgeriaceae Tiegh., con sole due specie nella Nuova Caledonia ed in Nuova Zelanda.
- Staphyleaceae Martinov , è la famiglia più ampia, dalla distribuzione più cosmopolita
- Guamatelaceae S.H.Oh & D.Potter, con una sola specie dell'America Centrale;
- Stachyuraceae J.Agardh, asiatica, con un solo genere
- Crossosomataceae Engl., nordamericana

### Sistema Cronquist
L'ordine non è riconosciuto dalle classificazioni tradizionali, tra le quali dal Sistema Cronquist, essendo stato introdotto solo con la moderna classificazione filogenetica APG II.